# 訃報 1995年3月
訃報 1995年3月（ふほう 1995ねん3がつ）では、1995年（平成7年）3月中に物故した、又は物故が報じられた人物についてまとめる。

## （1日 - 15日）
- 3月1日 - 山本紫朗、演出家（* 1903年）
- 3月1日 - ジョルジュ・J・F・ケーラー、生物学者（* 1946年）
- 3月2日 - 田中勝雄、野球選手（* 1898年）
- 3月6日 - 野呂恭一、政治家、元厚生大臣（* 1919年）
- 3月7日 - 土井勝、料理研究家（* 1921年）
- 3月8日 - 五味川純平、小説家（* 1916年）
- 3月10日 - 相沢治夫、俳優（* 1923年）
- 3月12日 - 西村俊一、テレビプロデューサー（* 1928年）
- 3月15日 - 田中寿美子、政治家、評論家（* 1909年）
- 3月15日 - 福島知春、プロ野球選手（* 1954年）

## （16日 - 31日）

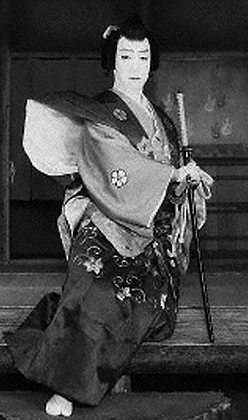
七代目尾上梅幸 / 3月24日没

- 3月16日 - 山本富雄、政治家、元農林水産大臣（* 1928年）
- 3月17日 - 大林梅子、女優（* 1907年）
- 3月18日 - 本田延三郎、演劇・映画プロデューサー（* 1908年）
- 3月19日 - 山田康雄、俳優、声優（* 1932年）
- 3月20日 - 花山信勝、僧侶、巣鴨A級戦犯の教誨師（* 1898年）
- 3月20日 - 三原順、漫画家（* 1952年）
- 3月22日 - 新村源雄、政治家（* 1919年）
- 3月23日 - ラッセル・マーカー、有機化学者（* 1902年）
- 3月24日 - 天野光晴、政治家、元建設大臣（* 1907年）
- 3月24日 - 七代目尾上梅幸、歌舞伎俳優（* 1915年）
- 3月25日 - ジェームズ・コールマン、社会学者（* 1926年）
- 3月28日 - 目時春雄、元プロ野球選手（* 1925年）
- 3月29日 - 松田尚之、彫刻家（* 1898年）
- 3月31日 - 久保亮五、物理学者（* 1920年）